# Shondaland
Shondaland es una compañía de producción estadounidense fundada por Shonda Rhimes. Rhimes fundó la compañía para producir su primera serie de televisión, Grey's Anatomy. Desde entonces ha sido la compañía productora de series como Private Practice, Scandal, Off the Map, How to Get Away with Murder, The Catch y Still Star-Crossed. Toda la programación ha sido coproducida por ABC Studios y difundida semanalmente en ABC.

## Grey's Anatomy
«Grey's Anatomy» sigue la vida de los residentes en el ficticio Seattle Grace Hospital que luego se llamaría Seattle Grace - Mercy West Hospital y posteriormente Grey+Sloan Memorial Hospital. Cada entrega comienza por lo general con una narración de voz en off de Meredith Grey previendo los temas del episodio. Cada temporada tiende a representar el año académico de los médicos, con cada año que terminó calificando los residentes a un nivel superior en el campo quirúrgico. La serie deja a un lado las preocupaciones de la ética médica para centrarse en el desarrollo del personaje y las relaciones. Aunque los médicos tratan las enfermedades de sus pacientes, a menudo a través de cirugías complejas, su principal motivación es habitualmente alabanza y la competencia. Los residentes inicialmente llegan al hospital cada mañana y disputan entre sí sobre quién va a cuidar a un paciente determinado.

## Series
| Título                      | Canal   | Emisión                  | Emisión             | Temporadas | Episodios |
| Título                      | Canal   | Estreno                  | Finalizada          | Temporadas | Episodios |
| --------------------------- | ------- | ------------------------ | ------------------- | ---------- | --------- |
| Grey's Anatomy              | ABC     | 27 de marzo de 2005      | n/a                 | 21         | 438       |
| Private Practice            | ABC     | 26 de septiembre de 2007 | 22 de enero de 2013 | 6          | 111       |
| Off the Map                 | ABC     | 12 de enero de 2011      | 6 de abril de 2011  | 1          | 13        |
| Scandal                     | ABC     | 5 de abril de 2012       | 19 de abril de 2018 | 7          | 124       |
| How to Get Away with Murder | ABC     | 25 de septiembre de 2014 | 14 de mayo de 2020  | 6          | 90        |
| Station 19                  | ABC     | 22 de marzo de 2018      | 29 de mayo de 2024  | 7          | 105       |
| Bridgerton                  | Netflix | 25 de diciembre de 2020  | n/a                 | 3          | 24        |